# Liste der Kulturgüter in Besenbüren
Die Liste der Kulturgüter in Besenbüren enthält alle Objekte in der Gemeinde Besenbüren im Kanton Aargau, die gemäss der Haager Konvention zum Schutz von Kulturgut bei bewaffneten Konflikten, dem Bundesgesetz vom 20. Juni 2014 über den Schutz der Kulturgüter bei bewaffneten Konflikten sowie der Verordnung vom 29. Oktober 2014 über den Schutz der Kulturgüter bei bewaffneten Konflikten unter Schutz stehen.
Objekte der Kategorien A und B sind vollständig in der Liste enthalten, Objekte der Kategorie C fehlen zurzeit (Stand: 1. Januar 2023). Unter übrige Baudenkmäler sind weitere geschützte Objekte zu finden, die in der Bau- und Nutzungsordnung der Gemeinde verzeichnet und nicht bereits in der Liste der Kulturgüter enthalten sind.

## Kulturgüter
| Foto |                                                    | Objekt                  | Kat. | Typ | Standort                            | Beschreibung |
| ---- | -------------------------------------------------- | ----------------------- | ---- | --- | ----------------------------------- | ------------ |
| ja   | Datei hochladen · Wikidata zu Speicher (Q19362298) | Speicher KGS-Nr.: 09843 | A    | G   | Zentralstrasse 10.2 668412 / 240714 |              |
| ja   | Datei hochladen · Wikidata zu Speicher (Q29575692) | Speicher KGS-Nr.: 15206 | B    | G   | Oberdorfstrasse 6.1 668408 / 240823 |              |

## Übrige Baudenkmäler
| ID   | Foto |                                                       | Objekt                          | Typ | Standort                                                 | Beschreibung |
| ---- | ---- | ----------------------------------------------------- | ------------------------------- | --- | -------------------------------------------------------- | ------------ |
| 901  | ja   | Datei hochladen · Wikidata zu Bauernhaus (Q105236648) | Bauernhaus (ehem. Gasthaus)     | G   | Bremgartenstrasse 9 668606 / 240924                      |              |
| 902  | ja   | Datei hochladen · Wikidata zu Wohnhaus (Q105237438)   | Wohnhaus                        | G   | Oberdorfstrasse 6 668440 / 240832                        |              |
| 904  | ja   | Datei hochladen                                       | Restaurant Pinte                | G   | Dorfstrasse 22 668247 / 240695                           |              |
| 905  | ja   | Datei hochladen                                       | Besenfabrik (ehem. Schmitte)    | G   | Dorfstrasse 16 668272 / 240674                           |              |
| 906  | ja   | Datei hochladen                                       | Mehrfamilienhaus (ehem. Fabrik) | G   | Dorfstrasse 14 668294 / 240658                           |              |
| 907  | ja   | Datei hochladen                                       | Bauernhaus                      | G   | Schachenweg 1 668378 / 240560                            |              |
| 908  | ja   | Datei hochladen                                       | Bauernhaus, (ehem. Wagnerei)    | G   | Dorfstrasse 1 668425 / 240526                            |              |
| 909  | ja   | Datei hochladen                                       | Wohnhaus                        | G   | Schürmattstrasse 1 668494 / 240480                       |              |
| 910  | ja   | Datei hochladen                                       | Wohnhaus                        | G   | Steigass 8 668615 / 240553                               |              |
| 911  | ja   | Datei hochladen                                       | Bauernhaus                      | G   | Bremgartenstrasse 5 668607 / 240716                      |              |
| 912A | ja   | Datei hochladen                                       | Wegkreuz                        | K   | Schachenweg / Widmestrasse 668134 / 240539               |              |
| 912B | ja   | Datei hochladen                                       | Wegkreuz                        | K   | Oberdorfstrasse / Bremgartenstrasse 668621 / 240913      |              |
| 912C | ja   | Datei hochladen                                       | Wegkreuz                        | K   | Vorderdorf, Kantonsstrasse 15 668762 / 240514            |              |
| 912D | ja   | Datei hochladen                                       | Wegkreuz                        | K   | Hinterdorf, Kantonsstrasse / Im Nessel 1 668143 / 240874 |              |
| 913  | ja   | Datei hochladen                                       | Lourdesgrotte                   | K   | Nachtheuel 668173 / 240966                               |              |
| 914  | ja   | Datei hochladen                                       | Wohnhaus                        | G   | Bremgartenstrasse 1 668620 / 240638                      |              |

Legende: Siehe Legende der Liste der Kulturgüter von nationaler und regionaler Bedeutung. Anstelle der KGS-Nummer wird als Objekt-Identifikator (ID) die Inventar- oder Gebäudenummer in der Bau- und Nutzungsordnung der Gemeinde verwendet.